# 狩乌鸦

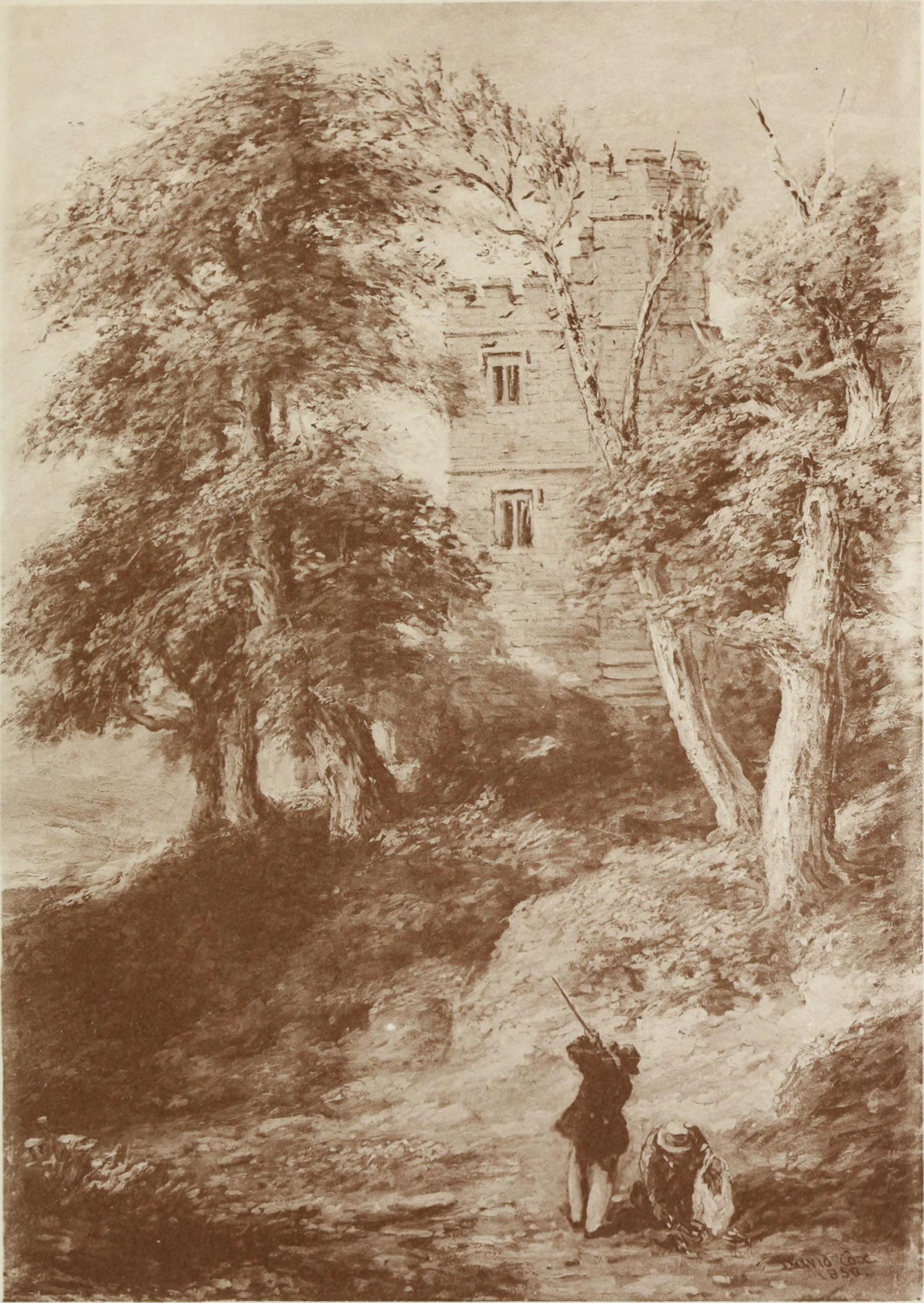
大卫·考克斯的画作——在哈顿厅狩乌鸦。绘于1850年。

狩乌鸦（英语：Rook Shooting) 是一项曾在英国流行的运动。这项运动专指使用被称为乌鸦枪的专用步枪射杀栖息在树上的秃鼻乌鸦的幼鸟。当时，狩乌鸦被认为是病虫害防治的一种形式，一种以动物为活靶子的血腥运动，或者一种仅仅为了取得肉食果腹的谋生需求。 
秃鼻乌鸦有群居的习性。随着时间的推移，秃鼻乌鸦的组成的群落会不断扩大，以至于对农村地区的一些居民造成滋扰。在英国乡村，老年间的做法是在秃鼻乌鸦的幼鸟能够飞翔之前将其射杀，以控制其种群的规模。渐渐地，狩乌鸦发展成了一种乡村居民之间的社交活动，并波及到社会的各个阶层。同时，由于乌鸦的幼鸟较为美味（乌鸦成鸟的肉反而难以下咽），乌鸦肉在英国乡村地区被认为是一种和兔肉馅饼一样不可多得的美味佳肴。 因此，狩乌鸦作为一项运动曾一度大为流行。

虽然狩乌鸦曾经是一项很风靡的大众运动，但在如今的英国，射杀乌鸦可能会面临起诉的风险。